# Дютьково (деревня)
Дютьково — деревня в Одинцовском районе Московской области, входит в городское поселение Кубинка. При деревне числится 1 садоводческое товарищество. В деревне есть действующий храм — Церковь Рождества Пресвятой Богородицы 1873—1879 годов постройки по проекту В. О. Грудзина. До 2006 года Дютьково входило в состав Наро-Осановского сельского округа.
Деревня расположена в верховье реки Нары, по левому берегу, у границы с Наро-Фоминским районом, в 5 км к юго-западу от центральной части Кубинки, высота центра над уровнем моря 172 м. Ближайшие населённые пункты — южный микрорайон Кубинки в 2,5 км восточнее, Асаково в 2 км на север и Большие Семенычи Наро-Фоминского района — в 2 км на юг.
Впервые в исторических документах деревня встречается в писцовой книге 1558 года, как владение Савво-Сторожевского монастыря, которому принадлежала до 1764 года. Ранее, в XIV веке, по мнению историков, Дютьково принадлежало внуку Андрея Кобылы Федору Александровичу Дютке, от имени которого и произошло название. На 1558 год имелась деревянная церковь Рождества Богородицы, но к 1624 году она пустовала, а в деревне было 2 двора с 6 жителями. В 1678 году числилось 5 крестьянских дворов (22 человека) и 7 бобыльских (24 человека). На 1852 год в Дютькове числилось 37 дворов, 116 душ мужского пола и 131 — женского, в 1890 году — 132 человека. По Всесоюзной переписи 17 декабря 1926 года числилось 68 хозяйств и 239 жителей, на 1989 год — 3 хозяйства и 4 жителей.

## Население
| 2002 | 2006 | 2010 |
| ---- | ---- | ---- |
| 7    | →7   | ↗26  |